# 龍運巴士E34線

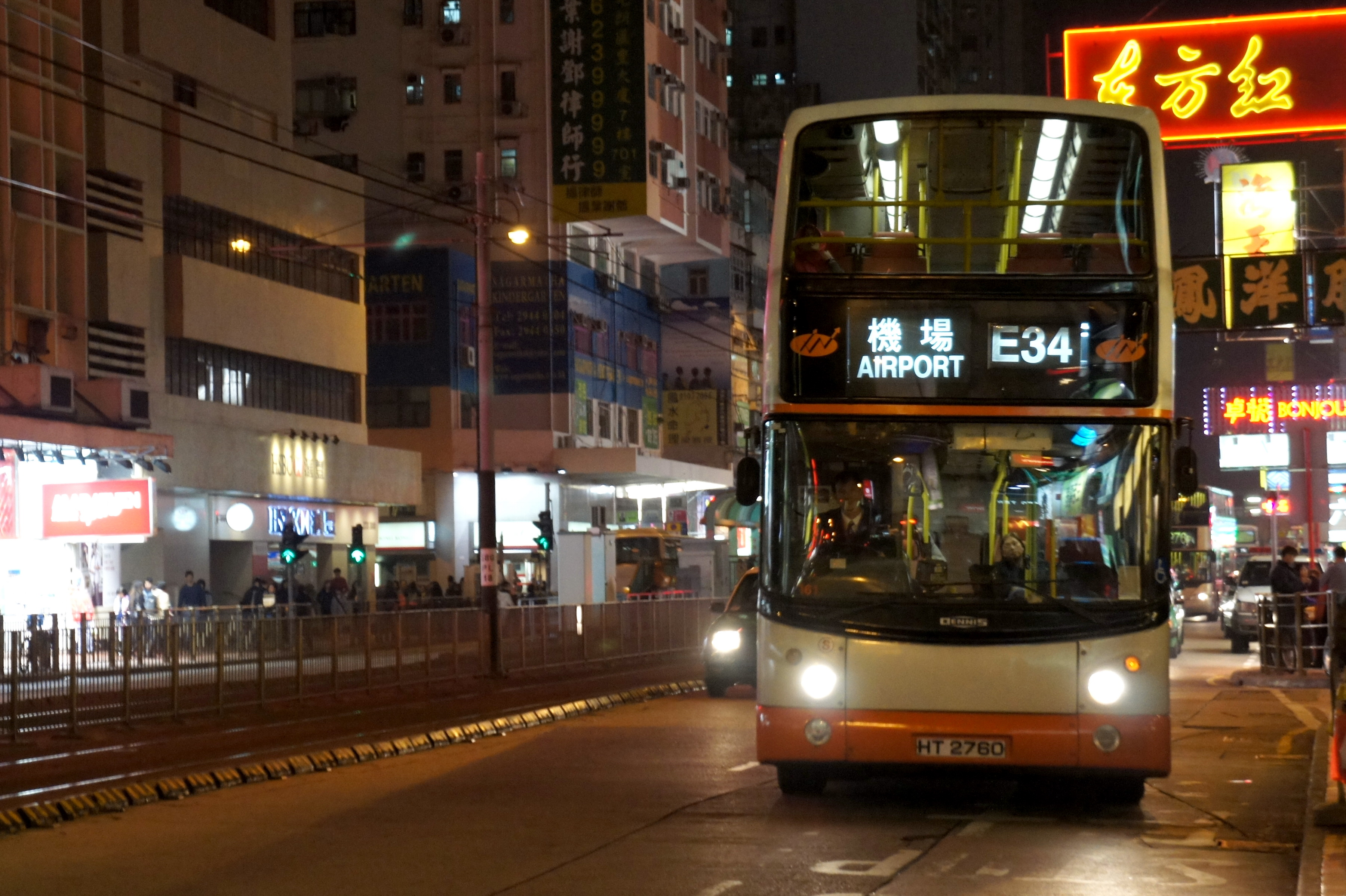
一輛龍運巴士E34線丹尼士三叉戟三型雙層巴士，駛近元朗廣場。

龍運巴士E34線是香港一條已取消的巴士路線，往返天水圍市中心及香港國際機場，途經天水圍市中心、天瑞邨、天耀邨、鳳池村、水邊圍邨、元朗警署、新元朗中心、大欖隧道、青嶼幹線、東涌等，另有輔助路線E34S在繁忙時間提供服務。本線與其他E線的不同之處，就是本線是其中一條駛上客運大樓離境大堂，不前往富豪機場酒店的E線。
由於E34分拆計劃實行，E34及E34S已於2014年12月6日取消，由E34A、E34B及E34P線取代。

## 歷史
在青嶼幹線通車前，元朗居民如要前往大嶼山，便需要乘搭輕鐵或九鐵巴士到屯門碼頭轉乘渡輪前往中環碼頭再轉乘渡輪前往，或乘搭九巴地鐵接駁路線到荃灣及葵涌的地鐵站轉乘地鐵前往中環，然後前往中環碼頭再轉乘渡輪前往。上述方法不但浪費時間，車費又相當昂貴。運輸署公佈首批機場巴士路線，本線是其中一條。
- 1998年6月22日：本線投入服務，初時來回程途經暢達路（富豪機場酒店）。
- 1998年7月11日：由機場開出後直接駛往機場路前往國泰城，不經暢達路（富豪機場酒店）。
- 1998年7月18日：往機場方向改為駛上暢航路（客運大樓離境大堂），不經暢達路（富豪機場酒店）。
- 2000年4月25日：增設特別車E34P（不經元朗市中心）。
- 2000年12月1日：本路線設有首個跨公司轉乘優惠往天水圍北，也是首條龍運機場對外路線中設有特別班次及八達通轉車優惠，配合輕鐵接駁路線659於2000年11月10日投入服務而實施，此轉車優惠已於2004年1月18日因659線停駛而取消，並間接削減了天水圍北往機場的巴士接駁服務。
- 2005年7月25日：增設經天水圍北特別車E34S。
- 2007年9月27日：增設逸東邨開往天水圍特別車，袛開平日早上。
- 2008年6月8日：龍運巴士調整票價，盡加之餘，亦不看齊城巴的接近路線收費（$4.0→$4.2）。
- 2009年6月14日：調整行車方向，往機場方向新增天頌苑頌棋閣站及天頌苑站，往天水圍市中心新增天華邨站、天悅邨站、天晴邨晴彩樓站、天龍路站，取消翠湖居站。
- 2010年5月1日：提早頭車時間至05:15，平日08:20前及假日08:08前由天水圍開往機場方向班次，駛至朗天路後直接駛上唐人新村交匯處、元朗公路後返回原有路線（不經元朗市），亦即是將E34P特別班次提升至於上述時段內服務，但不再以E34P作編號；原有由青山公路水邊圍邨及元朗（西）巴士總站開之早晨特別班次取消，改為由媽橫路（山水樓）開出特別班次取代，往機場方向的常規班次亦加停山水樓。
- 2014年12月6日：本線及E34S取消，由即日分拆的龍運巴士E34A線（天水圍市中心至機場）、E34B（元朗（媽橫路）至機場）取代。
  - 東涌（逸東邨）至天水圍市中心的特別班次獲命名為E34P。

## 服務時間及班次
E34
| 天水圍市中心開   | 天水圍市中心開 | 天水圍市中心開 | 機場（地面運輸中心）開 | 機場（地面運輸中心）開 | 機場（地面運輸中心）開 |
| 日期             | 服務時間       | 班次（分鐘）   | 日期                   | 服務時間               | 班次（分鐘）           |
| ---------------- | -------------- | -------------- | ---------------------- | ---------------------- | ---------------------- |
| 星期一至六       | 05:15-08:20    | 9-12           | 星期一至六             | 05:30-07:25            | 15-20                  |
| 星期一至六       | 08:20-11:44    | 9-12           | 星期一至六             | 07:25-10:00            | 8-10                   |
| 星期一至六       | 11:44-13:42    | 7-9            | 星期一至六             | 10:00-15:00            | 10-15                  |
| 星期一至六       | 13:42-17:00    | 10-12          | 星期一至六             | 15:00-17:03            | 7-9                    |
| 星期一至六       | 17:00-22:18    | 12-15          | 星期一至六             | 17:03-19:34            | 5-8                    |
| 星期一至六       | 22:18-00:00    | 14-15          | 星期一至六             | 19:34-21:35            | 10-14                  |
|                  |                |                | 星期一至六             | 21:35-00:00            | 6-10                   |
| 星期日及公眾假期 | 05:15-08:20    | 9-12           | 星期日及公眾假期       | 05:30-07:25            | 15-20                  |
| 星期日及公眾假期 | 08:20-12:00    | 10-12          | 星期日及公眾假期       | 07:25-10:00            | 10-12                  |
| 星期日及公眾假期 | 12:00-15:00    | 8-12           | 星期日及公眾假期       | 10:00-15:00            | 12-15                  |
| 星期日及公眾假期 | 15:00-22:00    | 12-15          | 星期日及公眾假期       | 15:00-17:10            | 8-9                    |
| 星期日及公眾假期 | 22:00-00:00    | 20             | 星期日及公眾假期       | 17:10-19:36            | 7-9                    |
|                  |                |                | 星期日及公眾假期       | 19:36-22:00            | 12-15                  |
| 22:00-00:00      | 8-10           |                | 星期日及公眾假期       |                        |                        |

E34特別班次
- 元朗（水邊圍邨山水樓）→　機場
  - 每日：05:30-08:45（8-15分鐘一班）
- 天水圍市中心 → 機場（不經元朗）
  - 星期一至六：05:15-08:20（10-12分鐘一班）
  - 星期日及公眾假期：05:15-08:20（9-12分鐘一班）
- 東涌（逸東邨）→　天水圍市中心
  - 星期一至六：06:10、07:15（公眾假期除外）
- 機場 → 天水圍市中心（不經機場後勤區）
  - 每日：23:37

E34S
- 天水圍市中心開：05:30、07:25

## 收費
全程：$13.9
- 青馬收費廣場往機場（地面運輸中心）：$10.8
- 過北大嶼山公路後往機場（地面運輸中心）：$4.3
- 大欖隧道轉車站往天水圍市中心：$9.1
- 過博愛交匯處後往天水圍市中心：$7.5

| - 本線設有12歲以下小童及65歲或以上長者半價優惠。 - 65歲或以上香港居民使用「樂悠咭」，以及12歲以下合資格殘疾兒童使用「殘疾人士身份」個人八達通繳付車資，均可享有每程$2.0或半價（以較低者為準）的票價優惠；12至64歲合資格殘疾人士使用「殘疾人士身份」個人八達通（包括「樂悠咭」），以及60至64歲香港居民使用「樂悠咭」繳付車資，均可享有每程$2.0或全費（以較低者為準）的票價優惠。 - 65歲或以上長者如使用長者或一般個人八達通繳付車資，則只可享有半價優惠；12至64歲合資格殘疾人士如不使用「殘疾人士身份」個人八達通，以及60至64歲人士如不使用「樂悠咭」繳付車資，必須繳付全費。 - 乘客可以現金或八達通於上車時付款，不設找續。 - 每位成人乘客可免費攜帶最多兩名4歲以下而不佔座位的兒童乘客乘車，超額之4歲以下小童必須繳付小童車費乘車。 - 持有「九巴月票」之乘客在車票有效期內，每日可享最多10程任何九龍巴士及龍運巴士路線（包括本路線，以及聯營路線的九龍巴士／龍運巴士提供的班次；惟乘搭機場「A」及「NA」線則可享原價二七折優惠（不會計算每天10次合資格車程））；而B1線則每日可享最多各2程（不會計算每天10次合資格車程）。 - 九龍巴士、城巴、龍運巴士及陽光巴士全職員工及家屬（不包括外判職員）可免費乘搭本路線，惟必須拍職員或職員家屬八達通。 - 乘客亦可透過多元化電子支付系統（e度嘟）繳付車資，包括使用非接觸式VISA卡、JCB卡、萬事達卡、銀聯卡、美國運通、大來國際、Discover Card、Apple Pay、Google Pay、Samsung Pay、AlipayHK「易乘碼」、支付寶、WeChatHK／微信支付「搭車碼」、銀聯雲閃付「乘車碼」及BOC Pay「乘車碼」。乘客使用此付款方式，使用此支付方式的乘客可享有中途下車之分段收費，以及與其他九巴／龍運獨營路線或聯營線九巴／龍運班次之轉乘優惠，惟不適用於與非九巴／龍運路線之轉乘優惠，亦不能享有「公共交通費用補貼計劃」及「長者及合資格殘疾人士公共交通票價優惠計劃」。 |

### 八達通轉乘優惠
乘客登上本線後指定時間內以同一張八達通卡轉乘以下路線，或從以下路線登車後指定時間內以同一張八達通卡轉乘本線，次程可獲車資折扣優惠：
E34/E34S←→龍運E線
- E34/E34S往機場 → E31往逸東邨，次程車資全免，於青馬收費廣場轉乘，轉乘時限為150分鐘
- E31往荃灣 → E34往天水圍，回贈首程車資，於青馬收費廣場轉乘，轉乘時限為90分鐘

上述優惠不能與「E34互相轉乘B1」的八達通轉乘優惠同時使用。
- E34/E34S往機場 → E32或E41往機場博覽館，次程可獲$4.3折扣優惠，於東涌至機場之間各站轉乘，轉乘時限為150分鐘
- E32往葵芳或E41往大埔 → E34往天水圍，回贈首程車資，於青馬收費廣場轉乘，轉乘時限為90分鐘

E34/E34S←→龍運A線，於青馬收費廣場轉乘
- A31、A33、A41或A43往機場 → E34/E34S往機場，次程車資全免，轉乘時限為150分鐘
- E34往天水圍 → A31、A33、A41或A43往市區，回贈首程車資，轉乘時限為90分鐘

E34/E34S←→S64、嶼巴37、38系，次程可獲$1折扣優惠
- E34/E34S往機場 → S64往逸東邨、嶼巴37任何方向或38/38P往逸東邨，轉乘時限為150分鐘
- S64往機場、嶼巴37任何方向或38/38P往東涌站 → E34往天水圍，轉乘時限為90分鐘

E34/E34S←→R8，於青馬收費廣場轉乘，次程可獲$1折扣優惠
- E34/E34S任何方向 → R8往迪士尼樂園，轉乘時限為120分鐘
- R8往青馬收費廣場 → E34/E34S任何方向，轉乘時限為60分鐘

E34←→B1，次程可獲$4.2折扣優惠
- E34任何方向 → B1往落馬洲
- B1往天水圍 → E34任何方向

此優惠不能與「E34互相轉乘E31」的八達通轉乘優惠同時使用。
本路線是全港唯一一條擁有三個跨公司（嶼巴、城巴及九巴）八達通轉乘計劃的香港專利巴士路線。

## 行車路線
E34
天水圍市中心開經：天恩路、天榮路、天城路、天龍路、天葵路、天華路、天瑞路、天湖路、天耀路、天福路、朗天路、水邊圍交匯處、宏達路、媽橫路、青山公路（屏山段、元朗段）、朗日路、青山公路—元朗段、博愛交匯處、青朗公路、大欖隧道、汀九橋、青衣西北交匯處、青嶼幹線、北大嶼山公路、東涌東交匯處、裕東路、順東路、赤鱲角南路、駿運路、駿運路交匯處、航膳西路、駿運路交匯處、觀景路、東岸路、機場路、暢連路、暢航路、機場路、機場南交匯處及暢連路。
機場（地面運輸中心）開經：暢連路、機場南交匯處、機場路、東岸路、觀景路、駿明路、觀景路、駿運路交匯處、航膳西路、駿運路交匯處、駿運路、駿坪路、赤鱲角南路、順東路、達東路、順東路、裕東路、東涌東交匯處、北大嶼山公路、青嶼幹線、青衣西北交匯處、汀九橋、大欖隧道、青朗公路、博愛交匯處、青山公路（元朗段、屏山段）、朗天路、唐人新村交匯處、朗天路、天福路、天耀路、天湖路、天瑞路、天華路、天葵路、天龍路、天城路、天恩路及嘉恩街。
逸東邨開（特別班次）經：逸東街、松仁路、裕東路、順東路、達東路、順東路、裕東路、東涌東交匯處、北大嶼山公路、青嶼幹線、青衣西北交匯處、汀九橋、大欖隧道、青朗公路、博愛交匯處、青山公路（元朗段、屏山段）、朗天路、唐人新村交匯處、朗天路、天福路、天耀路、天湖路、天瑞路、天華路、天葵路、天龍路、天城路、天恩路及嘉恩街。
E34S
經：天恩路、天榮路、天城路、天華路、天瑞路、濕地公園路、天葵路、天龍路、天城路、天湖路、天耀路、天福路、朗天路、唐人新村交匯處、元朗公路、青朗公路、大欖隧道、汀九橋、青衣西北交匯處、青嶼幹線、北大嶼山公路、東涌東交匯處、裕東路、順東路、赤鱲角南路、駿運路、駿運路交匯處、航膳西路、駿運路交匯處、觀景路、東岸路、機場路、暢連路、暢航路、機場路、機場南交匯處及暢連路。

### 沿線車站
E34
| 天水圍市中心開 | 天水圍市中心開               | 天水圍市中心開               | 機場（地面運輸中心）開 | 機場（地面運輸中心）開       | 機場（地面運輸中心）開       |
| 序號           | 車站名稱                     | 位置                         | 序號                   | 車站名稱                     | 位置                         |
| -------------- | ---------------------------- | ---------------------------- | ---------------------- | ---------------------------- | ---------------------------- |
| 1              | 天水圍市中心巴士總站         | 天水圍市中心公共運輸交匯處   | 1*                     | 機場（地面運輸中心）巴士總站 | 機場（地面運輸中心）巴士總站 |
| 2              | 景湖居                       | 天龍路                       | 2*                     | 國泰城                       | 駿明路                       |
| 3              | 麗湖居                       | 天葵路                       | 3*                     | 航膳西路                     | 航膳西路                     |
| 4              | 天頌苑頌棋閣                 | 天華路                       | 4*                     | 駿運南路                     | 駿運路                       |
| 5              | 天頌苑                       | 天瑞路                       | 5*                     | 機場空運中心                 | 駿運路                       |
| 6              | 天瑞邨                       | 天瑞路                       | 6*                     | 亞洲空運中心                 | 駿坪路                       |
| 7              | 天水圍公園                   | 天瑞路                       | 7*                     | 赤鱲角南路                   | 赤鱲角南路                   |
| 8              | 天耀邨耀盛樓                 | 天湖路                       | ^                      | 逸東邨巴士總站               | 逸東邨公共交通總站           |
| 9              | 天耀邨耀民樓                 | 天耀路                       | ^                      | 北大嶼山醫院                 | 松仁路                       |
| 10             | 天祐苑                       | 天福路                       | 8                      | 東涌纜車站                   | 達東路                       |
| 11             | 鳳池村                       | 宏達路                       | 9                      | 富東廣場                     | 達東路                       |
| 12             | 山水樓                       | 媽橫路巴士總站               | 10                     | 裕東苑                       | 順東路                       |
| 13             | 水邊圍邨                     | 青山公路－屏山段             | 11                     | 青馬收費廣場                 | 北大嶼山公路                 |
| 14             | 元朗廣場                     | 青山公路－元朗段             | 12                     | 大欖隧道                     | 大欖隧道轉車站               |
| 15             | 同樂街                       | 青山公路－元朗段             | 13                     | 新時代廣場                   | 青山公路—元朗段              |
| 16             | 谷亭街                       | 青山公路－元朗段             | 14                     | 又新街                       | 青山公路—元朗段              |
| 17             | 新元朗中心                   | 朗日路                       | 15                     | 大棠路                       | 青山公路—元朗段              |
| 18             | 新時代廣場                   | 朗日路                       | 16                     | 元朗警署                     | 青山公路—元朗段              |
| 19             | 大欖隧道                     | 大欖隧道轉車站               | 17                     | 水邊村                       | 青山公路—屏山段              |
| 20             | 青馬收費廣場                 | 北大嶼山公路                 | 18                     | 元朗公園                     | 青山公路—屏山段              |
| 21             | 東涌消防局                   | 順東路                       | 19                     | 聚星樓                       | 天福路                       |
| 22             | 東堤灣畔                     | 順東路                       | 20                     | 天水圍警署                   | 天耀路                       |
| 23             | 赤鱲角南路                   | 赤鱲角南路                   | 21                     | 賞湖居                       | 天湖路                       |
| 24             | 駿運北路                     | 駿運路                       | 22                     | 天水圍公園                   | 天瑞路                       |
| 25             | 超級一號貨站                 | 駿運路                       | 23                     | 天瑞邨                       | 天瑞路                       |
| 26             | 空郵中心                     | 航膳西路                     | 24                     | 天華邨                       | 天瑞路                       |
| 27             | 國泰城                       | 觀景路                       | 25                     | 天悅邨                       | 天華路                       |
| 28             | 暢連路                       | 暢連路                       | 26                     | 天晴邨晴彩樓                 | 天華路                       |
| 29             | 一號客運大樓                 | 暢航路                       | 27                     | 美湖居                       | 天葵路                       |
| 30             | 機場（地面運輸中心）巴士總站 | 機場（地面運輸中心）巴士總站 | 28                     | 天龍路                       | 天葵路                       |
|                |                              |                              | 29                     | 天水圍市中心巴士總站         | 天水圍市中心公共運輸交匯處   |

註：
1. 有 ^ 號之車站祇限逸東邨特別班次停靠,而不停有 * 號之車站
2. 機場開23:37的班次不停第2-7號車站

註：由山水樓開出的特別班次只停有第12-30號之車站
E34S
| 天水圍市中心開                         | 天水圍市中心開               | 天水圍市中心開               |
| 序號                                   | 車站名稱                     | 位置                         |
| -------------------------------------- | ---------------------------- | ---------------------------- |
| 1                                      | 天水圍市中心巴士總站         | 天水圍市中心公共運輸交匯處   |
| 2                                      | 天頌苑頌棋閣                 | 天華路                       |
| 3                                      | 天恩邨                       | 天瑞路                       |
| 4                                      | 天澤邨                       | 天瑞路                       |
| 5                                      | 香港濕地公園                 | 濕地公園路                   |
| 6                                      | 香港青年協會李兆基書院       | 天葵路                       |
| 7                                      | 美湖居                       | 天葵路                       |
| 8                                      | 景湖居                       | 天城路                       |
| 9                                      | 天耀邨耀盛樓                 | 天湖路                       |
| 10                                     | 天耀邨耀民樓                 | 天耀路                       |
| 11                                     | 天祐苑                       | 天福路                       |
| 元朗公路、青朗公路                     |                              |                              |
| 12                                     | 大欖隧道                     | 大欖隧道轉車站               |
| 大欖隧道至汀九橋、青馬大橋及汲水門大橋 |                              |                              |
| 13                                     | 青馬收費廣場                 | 北大嶼山公路                 |
| 北大嶼山公路                           |                              |                              |
| 14                                     | 東涌消防局                   | 順東路                       |
| 15                                     | 東堤灣畔                     | 順東路                       |
| 16                                     | 赤鱲角南路                   | 赤鱲角南路                   |
| 17                                     | 駿運北路                     | 駿運路                       |
| 18                                     | 超級一號貨站                 | 駿運路                       |
| 19                                     | 空郵中心                     | 航膳西路                     |
| 20                                     | 國泰城                       | 觀景路                       |
| 機場路                                 |                              |                              |
| 21                                     | 暢連路                       | 暢連路                       |
| 22                                     | 一號客運大樓                 | 暢航路                       |
| 23                                     | 機場（地面運輸中心）巴士總站 | 機場（地面運輸中心）巴士總站 |

### 走線圖

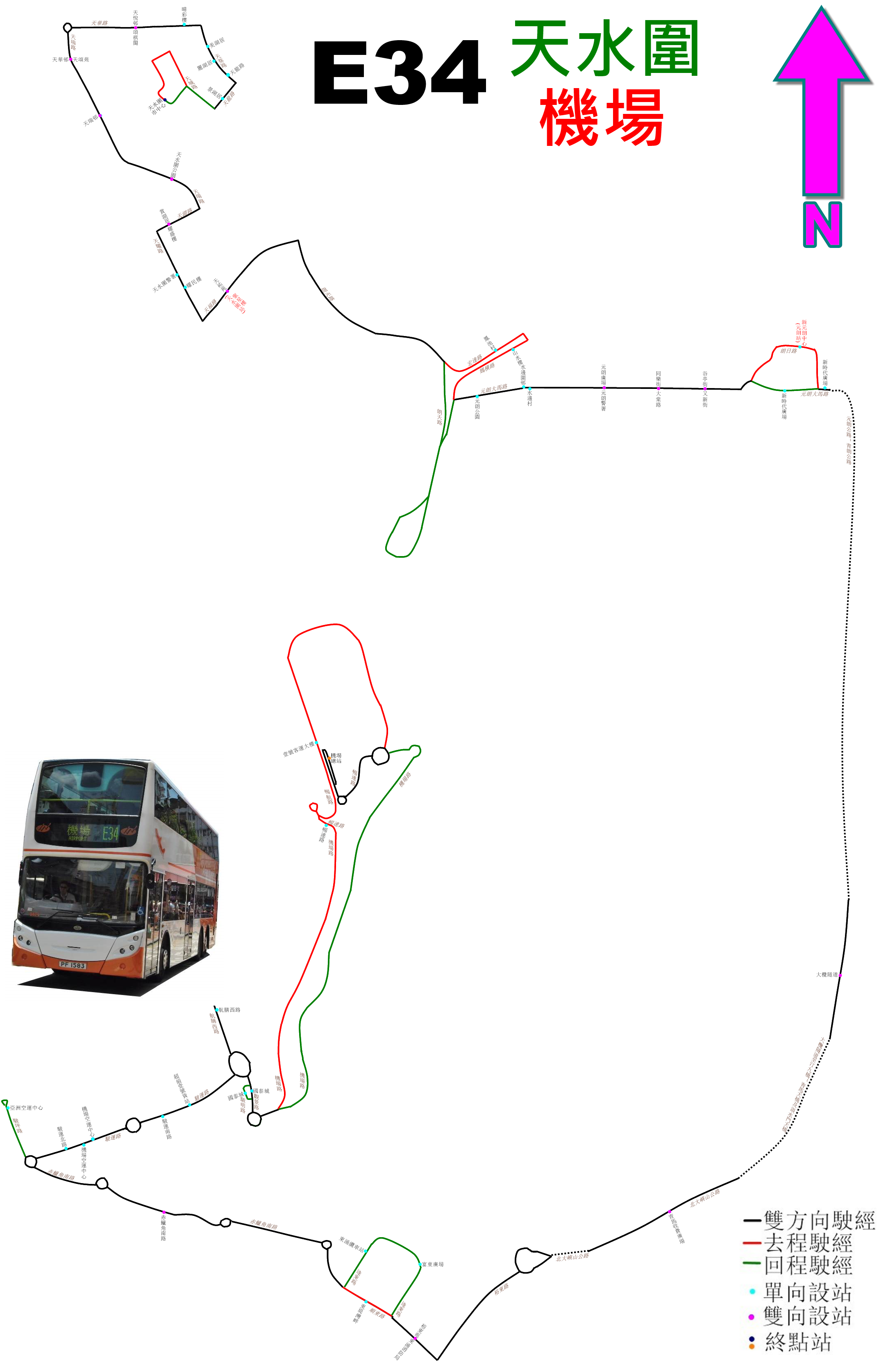

## 外部連結
- 龍運E34線官方網站資料 （页面存档备份，存于）
- 龍運E34S線官方網站資料